# 페이트 (프로게이머)
페이트(본명: 유수혁, 2000년 8월 22일 ~ )는 대한민국의 리그 오브 레전드 프로게이머로 아이디는 FATE이다. 포지션은 미드라이너이다.

## 선수 생활
2017년 1월 16일, APK 프린스에 입단하면서 프로 커리어를 시작했다.
2018시즌을 앞두고 터키 챔피언십 리그의 다크 패시지에 입단했다.
2018년 6월, 챌린저스의 위너스에 입단했다.
2019시즌을 앞두고 브리온 블레이드에 입단했다. 브리온에서 팀의 주전 미드라이너로 활약했다. 브리온에서 팀의 스프링과 서머 시즌 포스트시즌 진출에 기여했다.
2020시즌을 앞두고 샌드박스 게이밍에 입단했다. 2020 스프링 시즌에서는 서브 선수로 별로 출전하지 못했다. 승강전에서는 주전으로 출전하면서 팀의 잔류에 기여했다. 2020 서머 시즌에서는 괜찮은 모습을 보여주었다.
2021시즌을 앞두고 주전 경쟁을 했던 도브가 이적하면서 주전 미드라이너로 낙점을 받았다. 스프링 시즌 좋은 활약을 보여주었다. 서머 시즌에서도 활약을 이어나가며 팀의 포스트시즌 진출에 기여했다. 2021시즌 종료 후 FA로 나왔다.
2022시즌을 앞두고 광동 프릭스에 입단했다. 입단 이후 팀의 주전 미드라이너로 발탁되었다. 스프링 시즌 초반에는 헤매는 모습을 보였지만 시즌이 흐르면서 감을 찾게 되며 시즌 후반에는 좋은 활약상을 보였다. 하지만 서머 시즌에는 팀과 함께 부진하면서 좋지 못한 경기력을 보였다. 2022시즌 종료 후 팀에서 퇴단했다.
2023시즌을 앞두고 DRX에 입단했다.

## 소속팀
| # | 팀명            | 소속 기간               | 소속 리그 | 비고 |
| - | --------------- | ----------------------- | --------- | ---- |
| 1 | APK 프린스      | 2017.01.16 ~ 2017.11.19 | CK        |      |
| 2 | 다크 패시지     | 2017.12.22 ~ 2018.02.28 | TCL       |      |
| 3 | 위너스          | 2018.06.08 ~ 2018.11    | CK        |      |
| 4 | 브리온 블레이드 | 2018.12.12 ~ 2019.11.21 | CK        |      |
| 5 | 샌드박스 게이밍 | 2019.11.21 ~ 2021.11.16 | LCK       |      |
| 6 | 광동 프릭스     | 2021.11.20~2022.11.22   | LCK       |      |
| 7 | DRX             | 2022.12.03~2023.11.21   | LCK       |      |

## 수상 내역
- 2019 LoL KeSPA컵 울산 준우승